# Lukas & The Aspies
|  | Denne artikel er oprettet af botten PalnaBot ud fra en ekstern database. Den kan derfor have sproglige fejl eller mangler. Denne skabelon kan fjernes efter kontrol af indholdet. |

Lukas & The Aspies er en kortfilm fra 2015 instrueret af Anders Gustafsson efter manuskript af Henrik Bromander, Anders Gustafsson.

## Handling
12-årige Lukas spiller i et punkband, skændes med sin lillebror - men han har også Aspergers syndrom, og derfor sine helt egne sæt af problemer. Problemer som gør, at han hurtig mister besindelsen, ikke har så nemt ved at være social med andre, og så er det hans åndssvage forældre, som aldrig forstår ham helt. Det bliver ikke nemmere af Lukas specielle interesse i at lave hjemmelavede tatoveringer på sig selv.